# سیمز (مجموعه بازی)
سیمز (به انگلیسی: The Sims)، یک مجموعه از بازی‌های شبیه‌ساز زندگی است که توسط ماکسیس ساخته و توسط الکترونیک آرتز منتشر می‌شود؛ و یکی از پرفروش‌ترین بازی‌های کل دوران به حساب می‌آید. از تاریخ ۱۶ آوریل ۲۰۰۸ این سری بیش از ۱۰۰ میلیون نسخه فروش داشته‌است.

## بازی های سری اصلی
- سیمز

- سیمز ۲

- سیمز ۳

- سیمز ۴

## جوایز
این بازی پنج بار در رکوردهای گینس ثبت شده‌است که مهم‌ترین آن «بیشترین فروش سری شبیه‌سازی» و «پروفروش‌ترین بازی ویدئویی در کل دوران» است